# 2007年のペットフード大量リコール事件
2007年のペットフード大量リコール事件（2007ねんのペットフードたいりょうリコールじけん）は、ペットフードの汚染と2007年3月から始まった多くのメーカーによる大量リコール、それに次ぐ人間の食品の供給への影響により構成される。

## 概要
北米、ヨーロッパ、南アフリカのリコールはペットの腎不全が報告されたことにより行われた。最初のリコールは、ペットが中国の会社が製造した小麦グルテンを含むウェットフードを食べたことで問題が発生し行われた。消費者からのクレームを受けカナダのメニュー・フーズ社が動物実験を行い、病気や死亡という結果が出たため、3週間後の2007年3月16日、同社はリコールを開始した。間もなく、腎不全によりペットが大量に死亡したという報道がなされた。翌週、汚染された小麦グルテンを含むペットフードを販売していた数社もリコールを開始した。最初のリコールから1ヵ月後、米国で中国の別の会社が製造した汚染されたコメタンパク質によるペットの腎不全が確認され、南アフリカでは汚染されたトウモロコシグルテンによるペットの腎不全が問題になっていた。この問題の調査の結果、人間用の食品の安全性に対しても疑惑が向けられることになった。
3月の終わりまでにある獣医学の機関が500匹に近い腎不全にかかったペットのうち100匹以上が死亡したとし、あるウェブサイト上の調べによると4月11日までに3600匹の死亡が報告されている。アメリカ食品医薬品局(FDA)は数千匹の犬と猫が汚染されたペットフードを食べたために死亡したという報告を受けたが、FDAには動物の病気や死亡に関するデータベースがなかったため、わずか14のケースしか確認することができなかった。その結果、多くのメディアは病気にかかったペットの実際の数は分からないかもしれないと推測し、専門家は実際の潜在的な死亡数が数千匹に上るのではないかと憂慮した。
結局、メニュー・フーズ社を中心とした企業数社により5300以上のペットフードがリコールされた。政府や民間の調査を通してペットが病気にかかった理由はいくつかの説が挙がったが、決定的なものはなかった。4月10日、FDAは証明されてはいないが最も有力な原因としてペットフードに含まれていたメラミンを挙げた。当初、汚染された小麦グルテンを製造した中国企業は汚染に関するいかなる関与も否定したが、米中両国による調査には協力した。
米国ではメディアによるリコールの追跡取材が続いていた。ペットフード会社は既に自主規制していたが、話が広がったため、政府によるさらなる規制を要求する声もあがった。米国上院は4月12日までにこの問題に関する公聴会を開催した。ペットフード業界は経済的打撃を受け、メニュー・フーズ社はリコールの影響だけで4200万ドルの損失を計上した。数度のリコールが続き、金曜日の晩の報道番組がこの問題を取り上げるのを避けたため、一部の消費者の不信を引き起こした。
波紋は広がり、意図的とも思われるメラミン入りの中国産の粗悪品ペットフードの問題は人間の食品にも影響が及んでいるのではないかと疑惑が向けられた。4月27日、FDAはすべての人間及び動物用の中国産植物性タンパク質由来の製品（小麦グルテン、コメグルテン、コメタンパク質、濃縮コメタンパク質、トウモロコシグルテン、ひきわりトウモロコシグルテン、トウモロコシ副産物、大豆タンパク質、大豆グルテン、アミノ酸及びタンパク質加水分解物を含むタンパク質、リョクトウタンパク質）を無検査で市場から排除した。5月1日のFDA及び米国農務省の職員による記者会見で米国に住む250～300万人が飼料に汚染された中国産植物性タンパク質を使った鶏肉を消費したことが明らかになった。
現在の調査ではメラミンとシアヌル酸が腎不全の原因として注目されている。報告によると、中国産の粗悪品にはシアヌル酸は単独でまた広く利用されていると予想されており、人間とペットの健康への影響が懸念されている。
5月7日、米国の食品安全の関係者はペットフードで問題になったメラミンやメラミン化合物を含む飼料を与えた豚肉や鶏肉の消費による人間の健康へのリスクは非常に少ないと回答した。

## 事件の推移
メニュー・フーズ社による米国内のペットフードの最初のリコールは2007年の3月16日に始まった。続いて他社によるリコールも始まり、影響は北米、ヨーロッパ、南アフリカへと広がった。2月20日、メニュー・フーズ社に最初のクレームが寄せられ、予期せぬペットの死亡によりリコールが開始された。
リコールは2006年から2007年の初めにかけて輸入された中国産の植物性タンパク質が関係していた。現在分析が進められ、汚染の原因とどのようにして病気につながったのかが明らかになりつつある。

## 問題となったブランド
ロイヤルカナン、ユーカヌバ、アイムス、サイエンス、ナチュラルバランス、ニュートロ、ナチュラルライフ、ダイアモンド、ブルーバッファロー、エボルブなど90社200ブランドに及ぶ。

## ペットへの影響

### 被害を受けたペットの数
3月の終わりまでにある獣医学の機関は500匹近い腎不全にかかったペットのうち100匹以上が死亡したと報告した。専門家は4月11日までに3600匹が死亡したというあるウェブサイトの調査結果を引用し、数千匹のペットが死亡したと予想している。FDAは汚染されたペットフードを食べたことにより、少なくとも1950匹の猫と2200匹の犬を含む8500匹のペットが死亡したという報告を受けたが、FDAには動物の病気や死亡に関するデータベースがなかったため、わずか14のケースしか確認することができなかった。そのため、多くのメディアは病気や死亡したペットの実際の数は分からないかもしれないと懸念を示した。
中国では新華社が2006年2月22日、天津市のメーカーが製造したペットフードを食べた猫が少なくとも38匹死亡したと報道していた。その中で、ある獣医が「北京の動物病院の検査結果によると、死んだ猫は腎臓疲労に苦しんでおり、病気になった猫は腎臓に損傷を受けていた」と語った。その時点では原因は鉛中毒だと考えられていたが、中国の農業部管轄下の品質検査所のチーフ・エンジニアであるGu Junhuaは国がペットフードの原材料の安全基準を定めていないため、今はいかなる結論を下すのも難しいと報告していた。メラミンへの言及は特になかった。

### 症状
ペットの飼い主は、飼い猫が食欲不振や無気力、気分の落ち込み、吐き気や下痢、突然ののどの渇きや頻尿など腎不全の兆候に注意し、それらの症状が出た場合は他の病気の兆候の疑いもありリコールされたフードを食べていなくてもすぐに病院に連れて行くようアドバイスされた。汚染されたフードを食べたペットを超音波で診ると、多くの場合cortical echogenicity、perirenal fluid、pyelectasiaの症状を示していた。
米国最大級の動物病院チェーンであるバンフィールド・クリニックは最近のペットの腎不全の統計を発表した。バンフィールドの獣医は米国の43の州、600以上の病院において全米の約6%の犬と猫を治療し、FDAによると彼らによる被害の全体像のデータは最も信頼できるという。バンフィールドは10万匹の猫を診察し、通常より30%多い284のケース以上の猫の腎不全を報告した。バンフィールドの診察結果を分析したヒュー・ルイスによると、米国では一週間に数百匹の猫が被害を受けていると予想され、犬における統計には似たような被害の増加は見られず、猫の汚染による被害はより大きいと予想されるという。

### ペットの病気の予防
5月4日、FDAは彼らによってウェブサイト上にリストアップされたものでなく、リコールによる影響のないペットフードならば与えてもよいが、もしペットが食欲の減退、無気力、吐き気など突然の症状が出たら、すぐにフードを与えるのをやめ、獣医にかかることをアドバイスした。
増え続けるリコールにより、著名な動物保護団体であるアメリカ動物虐待防止協会はこの危機が解決されるまでは、ペットには米国産タンパク質由来製品のみが与えられるべきであると勧告した。

### ペットシェルターの食料不足
多くの非営利のペットシェルターは食料を寄付に依存し、他の寄付は財政的安定に充てている。しかしペットフード汚染の広がりと大量のリコールにより、多くのペットシェルターはその苦しい財政的事情にもかかわらず、汚染されたペットフードを廃棄せざるを得なくなっている。

## 病因の究明
メニュー・フーズ社は自社の試験で腎不全の原因の特定ができなかったため、3月13日から15日にかけてコーネル大学へ食品サンプルを送り、化学分析を依頼した。しかし、コーネル大学もすぐには病因の特定ができなかった。そのため彼らは米国連邦政府が設立した食品緊急事態対応ネットワークの一部であるニューヨーク州食品検査研究所へサンプルを送付した。

### アミノプテリン
3月23日、ニューヨーク州食品検査研究所はコーネル大学から送られてきたサンプルにアミノプテリンが含まれていたと報告した。ミシガン州立大学も腎不全の原因を調査し、研究者と獣医はペットのひどく壊死した腎臓のスケッチや写真を公表した。彼らの主張は現在の化学の理論ではなく、1951年の特許申請の仮説に基づいていた。ニュースではアミノプテリンは殺鼠剤として報道されていた。。中国はアミノプテリンの使用を禁止しており、コーネル大学やFDAもニューヨーク州食品検査研究所の検査結果に否定的だった。3月27日、アメリカ動物虐待防止協会は汚染ペットフードを食べたペットの症状はアミノプテリンを含んだ殺鼠剤を食べた場合と完全に似通っているわけではないと報告した。

### メラミン
3月の中頃、「匿名のペットフード会社」が小麦グルテンのサンプルを調べていたところ、プラスチックを製造する際に利用される化学物質メラミンが含まれていたとコーネル大学に報告した。3月21日までに小麦グルテンはウェットフードの"cuts and gravy"の味を調整するためペットフードの中に入れていたことが明らかになり、3月27日までにコーネル大学はリコールされたペットフードにメラミンが含まれていたことを確認し、小麦グルテンは工場、死んだペットの細胞、死傷したペットの尿サンプルに含まれていたことが明らかになった3月30日、コーネル大学とFDAはメラミンの存在が確認されたことを発表した。メラミンは小麦グルテンの中に約6.6%含まれていたと推測され、FDAの獣医スティーブン・サンドロフは小麦グルテンの中に結晶が見られるほどのメラミンが含まれていたと語った。
小麦グルテンに加え、コメタンパク質にもメラミンが含まれていた。4月16日、ナチュラル・バランス・ペット・フーズ社はメラミン汚染による腎不全への影響のため、小麦グルテンを含まないのにもかかわらず2つの製品をリコールした。メラミンは南アフリカのトウモロコシグルテンにも含まれていた。メラミンがペットフードに含まれていたことが明らかになったが、FDAはまだ調査の途中であり、メラミンが主な原因であることが確認されたわけではないとした。

### メラミンとシアヌル酸
これまでの研究結果では動物のメラミンの消化は尿路結石、がん、生殖機能へのダメージにつながると考えられていた。1945年の研究では犬に大量のメラミンを与えると尿の量が増し、ネズミ目では毒性が非常に低いということが知られていた。FDAにはネコ科のメラミンの実験結果がなく、メラミンが原因だとすると、猫がより敏感になることは研究者にとって謎だった。ある研究者は汚染されたキャットフードはドッグフードに比べてメラミンの凝縮度が高いという仮説を立てた。メラミンは血液検査や尿検査で調べることができる。
FDAの動物薬センターの責任者スティーブン・サンドロフは「メラミンは非常に有毒というわけではない。だから我々はなぜこのように犬や猫に腎不全のような深刻な症状が現れるのか不思議に思っている。今のところ我々はメラミンに注目している。なぜならメラミンが直接の原因でなくても何らかの影響を与えていると信じているからだ。だからメラミンはいわばバイオマーカーの役割を果たしている」と語った。小麦グルテンの中で非常に凝縮したメラミンが見つかっても、メラミンの被爆による影響はネズミにおいて見られる影響よりはずっと小さい。しかし、FDAはメラミンが病気を引き起こした原因である可能性は高いとし、汚染された小麦グルテンにおいてメラミンは最も簡単に発見できる汚染物質であり、バイオマーカーや指示薬になりうるとした。
FDAは「腎臓におけるメラミンと尿の反応によって猫が死亡したのは否定できない事実であり、そのうえメラミンはペットフードに入っていてはならない原材料である」と語った。しかし、コーネル大学付属動物病院のリチャード・ゴールドスタインは「腎臓にはメラミン以外の何か他の物質があった。しかし長いプロセスの間に何が起こったのかは分からない」と語った。
研究者は腎不全の原因としてメラミンやメラミン化合物の役割に注目した。4月19日の初め、研究者はアミノプテリンを汚染の原因の候補から外し、被害を受けた動物の尿の中に汚染された小麦グルテンの結晶とコメタンパク質の結晶と組織が見つかったと報告した。それまでメラミンとシアヌル酸は水素結合し、分子自己組織化してタイルのような プラナー構造を作るということが知られていた。結晶は汚染のバイオマーカーの役割を果たし、そのおよそ30%はメラミンだった。残りはシアヌル酸とアメライド、アメリンの結晶が確認され、尿の結晶のおよそ70%はシアヌル酸が占めると報告されていた。一部の研究者はシアヌル酸、アメライド、アメリンの存在はメラミンが動物の体内で新陳代謝されたものであるかバクテリアによって代謝された化合物であるという仮説を立てた（シアヌル酸はバクテリアがメラミンを代謝する過程で得られることが知られている）。それらの結晶が中国産の汚染タンパク質に存在することは報道によって広く知られていた。研究者はそれらが動物の体内においてどのような働きをするのかに注目した。メラミンとシアヌル酸は通常共に用いられることはないが、化学反応を起こすと非常に有毒であると考えられている。現在の仮説ではこれらの汚染物質は単独では非常に有毒というわけではないが、それらが混ざると毒性が増加すると考えられている
。
4月27日、オンタリオ州のゲルフ大学から来た研究者は、研究所において動物の腎臓と似た水素イオン指数の状態を作り出し、動物の体内でできたメラミンとシアヌル酸の化合物の結晶に似たものを化学的に合成することに成功したと発表した。
これらの発見により、5月1日、アメリカ獣医学協会はプレスリリースの中で「非常に溶けにくい」結晶が動物の腎臓内で生成され、腎臓の機能の障害になったと推測した。しかし5月7日、American Association of Vaterinary Laboratory Diagnosticiansの会長であり、コロラド州立大学の獣医学部教授であるバーバラ・パワーズは「技術的限界により発見することができない何かが起こっている。なぜなら壊死や炎症が見られないからだ」と語った。
5月2日、汚染ペットフードのシアヌル酸の発生源や化学反応の有毒性に関するより深い質問がされ、コーネル大学付属動物病院のリチャード・ゴールドスタインはそれに応え汚染物質は石炭からメラミンを生成する際にできる廃棄物である「メラミンスクラップ」によるものではないかとする仮説を発表した。彼は「メラミンとシアヌル酸の化学反応により他の物質が発生した可能性はある。私はそれが毒性を持ったのだと思う」と語った。汚染ペットフード内の結晶の生成過程はメラミン廃棄物の生成過程に似ていると分析されている。

## ペットフードの代用食
ペットの飼い主の中にはすべての加工処理されたペットフードの安全性について心配するようになり、店で売られているペットフードを買うよりも、自分でペットの食事を作ることを好む人が現れるようになった。 Amazon.comで売られているペットフードの作り方の本は大変な人気を博している。ある獣医らは、動物の食事は適切な栄養と安全性を維持するのが難しく、店で売られている既製品を与えるのが一番良いと指摘した。自家製のペットの食事については専門家の間で議論が続いている。

## ペットフード業界の対応
ヒルズ・ペット・ニュートリション社はリコールが始まると、普段は自社のカスタマーセンターで対応させるのだが、今回は大規模な被害の報告に対応するため米国に拠点を置くコールセンターと契約した。従業員を十分に訓練する時間がなかったため、コールセンターはこれらの新しいキャットフードの報告は、リコールについてパンフレット以上の情報をもたないある電機メーカーの技術サポートを行っている部門へ転送した。
報告のラッシュが落ち着くと、ヒルズ・ペット・ニュートリション社はもはや多くの増員したカスタマーサービスの従業員を必要としなくなり、電機部門はキャットフードの対応から外された。

## 訴訟
メニュー・フーズ社の製品によりペットを傷つけられた多くの飼い主は同社を提訴することを考えた。しかし彼らは死んだペットの価値の判断という困難に遭遇した。多くのペットの飼い主がペットを家族の一部とみなしているが、ペットの喪失は伝統的に財産の喪失と同義とみなされ、潜在的な責任はペットの小売価格以内に制限されてきた。一部の州では訴訟あるいは保険の目的でペットの経済的価値を定義しており、他の州ではペットの喪失による懲罰的損害賠償や精神的苦痛を理由とする訴訟が許可されている。
リコールやペットの死の報告が広まり始めた後、メニュー・フーズ社はいくつかのペットの死亡による訴訟を起こされた。3月20日、イリノイ州シカゴに住む猫を失ったある女性は、メニュー・フーズ社の怠慢によりリコールが遅れたとして同社を提訴した。 同日、テネシー州ノックスビルのある女性のために弁護士らはメニュー・フーズ社に対して25万ドルの賠償を求めてアメリカ連邦裁判所に訴えを起こし、同社の食品の流通前の検査における怠慢を指して非難し、集団訴訟を起こすことを望んだ。
こうした訴訟が次々と起こり、オンタリオ州とオレゴン州のある家族はメニュー・フーズ社に対し精神的苦痛と経済的損失に対する賠償を求めてクラスアクションを起こした。弁護士らは連邦政府に対して独立した司法権を持ち、過去の歴史においてペット関連の訴訟で消費者保護に積極的であったワシントン州に注目した。しかし、ペットの経済的価値を設定するのは難しそうだということが分かった。
3月23日、メニュー・フーズ社は同社の製品によりペットが病気になった飼い主に対し賠償を行うつもりであるという意向を示した。その賠償額は、ある見積もりでは200万ドルから2000万ドルの間だった。
3月20日に提起された連邦政府に対して精神的苦痛に対する賠償を求めるシカゴのクラスアクションの原告団は、4月5日までに200人以上にまで増えた。原告らはメニュー・フーズ社が早ければ12月には問題がある可能性があると知っていたにもかかわらず対策を講じなかった欺瞞的姿勢を特に非難している。
メニュー・フーズ社は現在90件のクラスアクションに直面している米国連邦地裁のヒルマン判事は、原告から6つの弁護士事務所を通じてメニュー・フーズ社が訴訟を回避しようと原告と違法な接触を試みているとの抗議を受け、メニュー・フーズ社に対して、弁護士との話し合いによる解決以外の原告との接触を自制するよう求めた。ヒルマン判事は「私にはメニュー・フーズ社が原告の権利にとって不利となることなら何でも行っているように思える」と語っている。。